# Veronika décide de mourir (film)
Pour les articles homonymes, voir Veronika décide de mourir.
Pour plus de détails, voir Fiche technique et Distribution.
Veronika décide de mourir (titre original : Veronika Decides to Die) est un film américain réalisé par Emily Young, sorti le 16 mai 2009 au Festival de Cannes.
Le film est une adaptation du roman de Paulo Coelho portant le même titre, publié en 1998. Il s'agit de la deuxième adaptation cinématographique du roman, après celle du réalisateur japonais Kei Horie (Veronica wa shinu koto ni shita), sortie en 2005.

## Synopsis
Veronika (Sarah Michelle Gellar) est une femme qui se réveille dans une clinique psychiatrique après une tentative de suicide échouée. Elle découvre qu'elle est affaiblie du cœur et qu'il lui reste seulement quelques jours à vivre.

## Fiche technique
- Titre : Veronika décide de mourir
- Titre original : Veronika Decides to Die
- Réalisation : Emily Young
- Scénario : Larry Gross et Roberta Hanley, d'après le roman de Paulo Coelho
- Décors : John Nyomarkay
- Costumes : Frank Fleming
- Photographie : Seamus Tierney
- Montage : Úna Ní Dhonghaíle
- Musique : Murray Gold
- Production : Jonathan Bross, Sriram Das et Chris Hanley
- Pays d'origine :  États-Unis
- Langue : anglais
- Genre : drame
- Durée : 100 minutes
- Dates de sortie : 
  -  France : 16 mai 2009 (Festival de Cannes)
  -  Brésil : 21 août 2009
  -  États-Unis : 20 janvier 2015

## Distribution
- Sarah Michelle Gellar (VF : Claire Guyot) : Veronika
- Jonathan Tucker : Edward
- Erika Christensen (VF : Sybille Tureau) : Claire
- Melissa Leo (VF : Martine Irzenski) : Mari
- David Thewlis (VF : Guillaume Lebon) : Dr. Blake
- Adrian Martinez : Infirmier

Source et légende : version française (VF) selon le carton du doublage.

## Production
Le tournage du film a commencé le 12 mai 2008 à New York et s'est terminé le 22 juin.

## DVD
Le film est sorti en DVD le 13 avril 2010 en France.